# Форма предмета
Форма — взаємне розташування кордонів (контурів) предмета, об'єкта, а також взаємне розташування точок лінії.
Форма предмета, разом з кольором, розмірами, освітленістю і іншими факторами впливає на зовнішній вигляд предмета.
В геометрії дві фігури вважаються такими, що мають однакову форму, якщо вони можуть бути перетворені одна в одну за допомогою переміщень (паралельного перенесення і повороту) і пропорційного збільшення (зменшення). Такі фігури називаються подібними.
У реальному світі спостерігається нескінченна різноманітність форм. Тому в повсякденному вживанні використовується лише приблизна відповідність конкретного предмета будь-якій найпростішій геометричній фігурі (наприклад, «тіло кубічної форми»). Також у мовленні застосовується приблизна подібність форми конкретного предмета формі широко відомого об'єкта (наприклад, «ниткоподібна форма», «бочкоподібна форма»).
Безформними називаються або об'єкти, форма яких не схожа ні на одну з простих геометричних фігур, або об'єкти з естетично непривабливою формою.